# 五靈脂
五靈脂，又稱作寒號蟲糞、靈脂、糖靈脂、靈脂米，是鼯鼠科動物複齒鼯鼠的糞便，主要分布於華北、塞北、華西等地。可入藥，屬活血化瘀藥，能活血止痛。也有以醋炮制，称醋五灵脂。化学成分相当复杂。

## 性味歸經
- 味苦甘、溫。氣味弱，味微苦鹹。
- 入肝經。

## 用法
- 一錢至三錢，包煎。或入丸、散用。

按照传统十九畏本品不应与人参合用，但实验表明五靈脂可以增强人参的补气作用。

## 外部連結
- 五靈脂 Wu Ling Zhi（页面存档备份，存于） 中藥標本數據庫 (香港浸會大學中醫藥學院) （繁體中文）（英文）

1. ↑  . 中国科学院.   [2025-01-31]. （原始内容存档于2025-02-22）.
2. ↑  邱清华; 邓绍云. . 江苏科技信息. 2015, (11): 76-78  [2025-01-31]. ISSN 1004-7530. doi:10.3969/j.issn.1004-7530.2015.11.031. （原始内容存档于2025-02-22）.
3. ↑  吴嘉瑞，张冰，苏聪. . 2013第六次临床中药学学术年会暨临床中药学学科建设经验交流会论文集. 2013  [2025-01-31]. （原始内容存档于2025-02-14）.